# Штепа, Павел
Павел Штепа  (укр. Павло Штепа; 29 августа [10 сентября] 1897 или 12 сентября 1897, Новодмитриевская, Кубанская область — 2 марта 1980, Канада) — украинский националист, писатель, публицист, журналист.

## Биография
Участник революции и гражданской войны на Украине 1917—1921 годов.
После поражения украинских войск оказался в эмиграции в Чехословакии, где в 1927 году закончил Украинскую хозяйственную академию в Подебрадах.
П. Штепа — последователь идей Дмитрия Донцова.
В 1927 году эмигрировал в Канаду, сотрудничал с органом украинского национального объединения (УНО) — еженедельником «Новий шлях» («Новый путь»).
В межвоенный период[уточнить] состоял в националистических Украинской войсковой организации (УВО) и Организации украинских националистов (ОУН).
Был многолетним членом Главного управления украинской стрелецкой общины в Канаде; автор ряда статей в эмиграционной прессе, в частности, в журнале «Визвольний шлях» («Освободительный путь») и др. Входил в Общество украинских националистов при так называемой "Украинской вольной академии наук" в Канаде.
Павел Штепа создал в послевоенное время свою, основанную на расовом подходе, этнологическую и культурологическую концепцию развития славянских народов, в частности, русского.
Умер 2 марта 1980 года в Канаде.
Двоюродный правнук — философ Вадим Штепа.

## Сочинения
- Українець і москвин. Дві протилежності (1959 ISBN 978-966-538-181-5)
- Московство. Його походження, зміст, форми й історична тяглість (1968 — ISBN 966-538-014-1, (2003)-ISBN 966-538-141-5)
- Мафія і Україна (1971 ISBN 966-95118-5-2)
- Словник чужослів, знадібки (1976)
- Словник чужомовних слів і термінів (1977)
- Річевий словник, знадібки (1979)